# Юстус фон Либих
Юстус фон Либих (на немски: Justus von Liebig) е германски химик.

## Биография
Роден е на 12 май 1803 година в Дармщат, Германия. През 1824 става професор, а от 1860 е председател на Баварската академия на науките.
Умира на 18 април 1873 година в Мюнхен.

## Научна дейност
През 1823 година Либих открива изомерията. Автор е на теории за радикалите, за минералното хранене на растенията и други. Способства за развитието на агрохимията и за използването на минералните торове в селското стопанство.